# Neujahrskonzert der Wiener Philharmoniker 2018
Das Neujahrskonzert der Wiener Philharmoniker 2018 war das 78. Neujahrskonzert der Wiener Philharmoniker und fand am 1. Jänner 2018 im Wiener Musikverein statt. Dirigent war zum fünften Mal Riccardo Muti, der das Konzert zuvor in den Jahren 1993, 1997, 2000 und 2004 geleitet hatte.

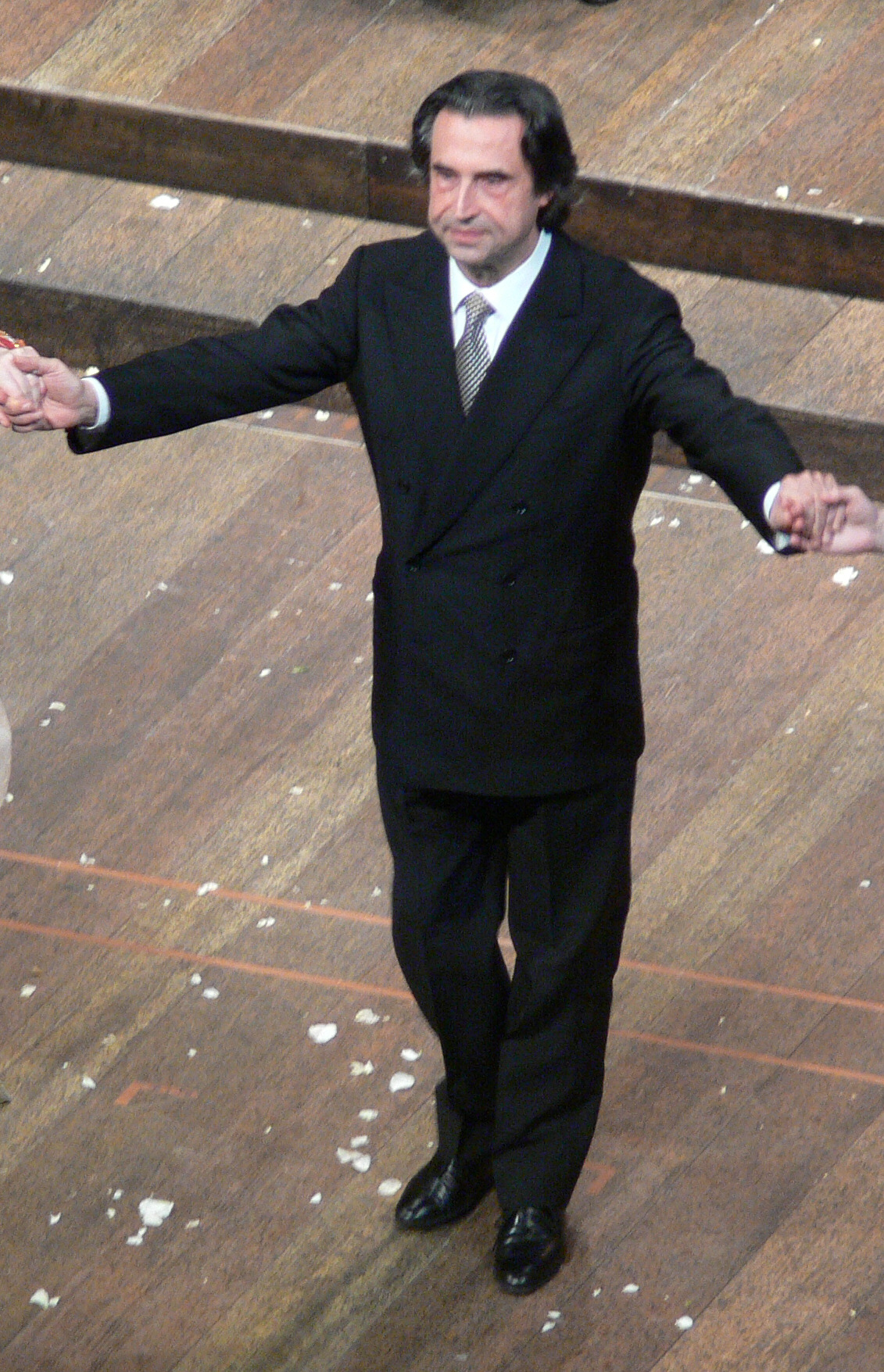
Riccardo Muti (2008)

## Besonderheiten
Zuspieler erinnerten unter anderem an das 300-Jahr-Jubiläum der Porzellanmanufaktur Augarten und an die Gründung der Österreichischen Nationalbibliothek von 650 Jahren.

### Ballett

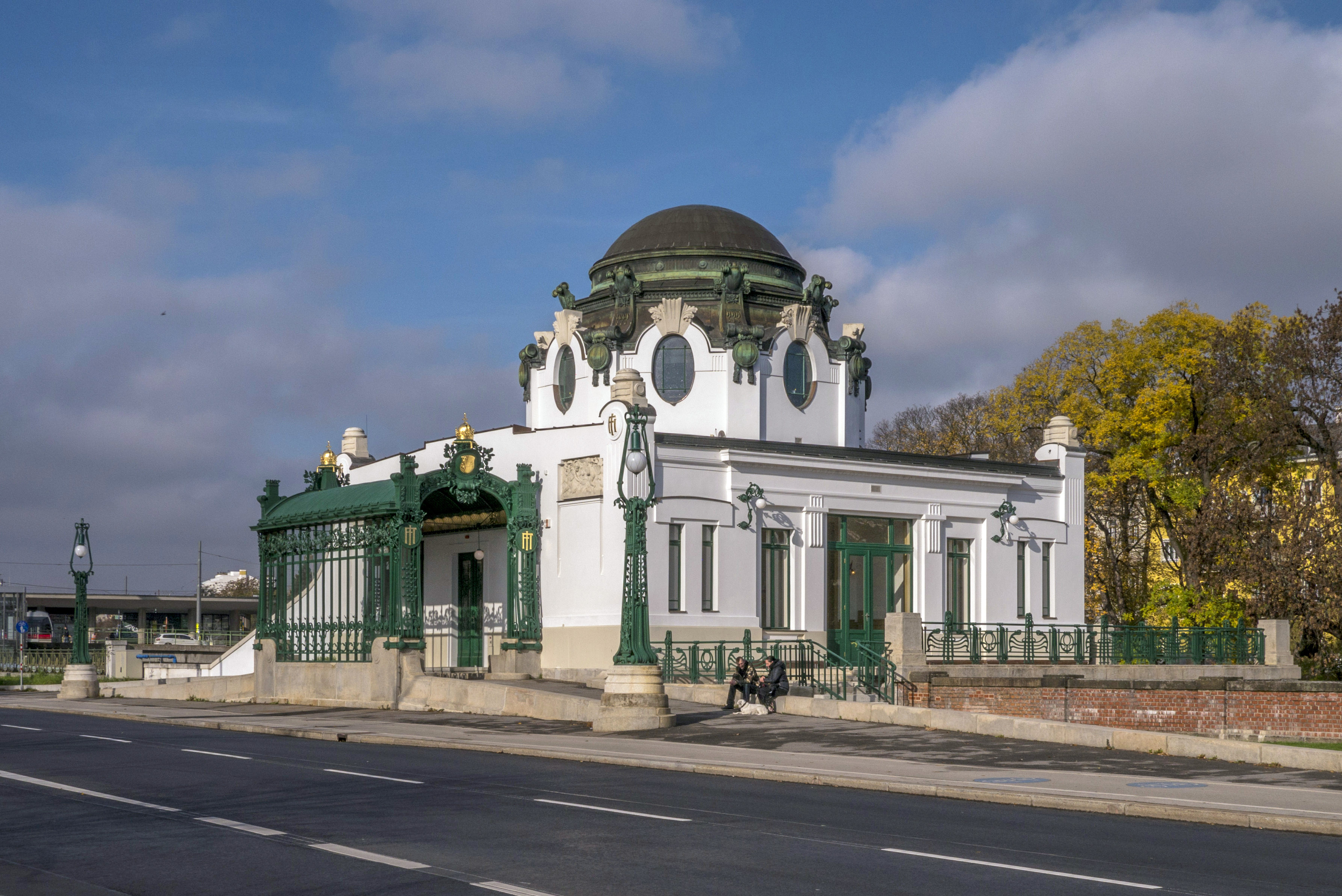
Hietzing Hofpavillon

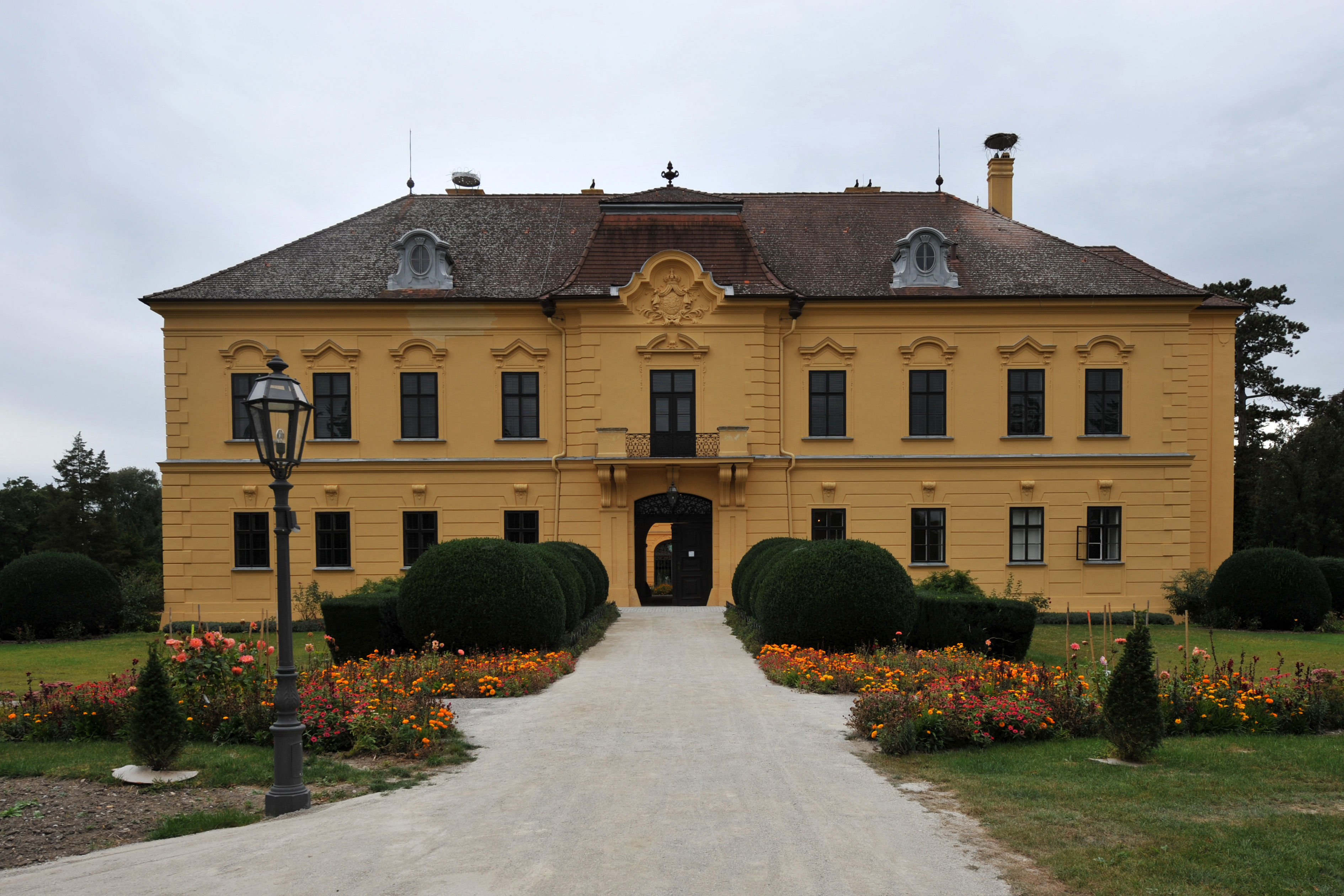
Schloss Eckartsau

Für die Tanzeinlagen standen Solistinnen und Solisten des Wiener Staatsballetts auf Schloss Eckartsau und im Hofpavillon in Wien-Hietzing vor der Kamera, für die Regie zeichnete Henning Kasten verantwortlich, der zuletzt beim Sommernachtskonzert der Wiener Philharmoniker Regie führte. Die Choreografie für die Tänze stammt wie zuvor 2012 und 2015 von Davide Bombana. Auf Schloss Eckartsau tanzten die Paare Maria Yakovleva und Eno Peci, Ioanna Avraam und Mihail Sosnovschi, Alice Firenze und Francesco Costa, Elena Bottaro und Richard Szabo sowie Adele Fiocchi und Andrey Teterin zum Walzer Rosen aus dem Süden von Johann Strauss (Sohn). Im Hietzinger Pavillon tanzten Rebecca Horner und Roman Lazik einen Pas de deux zur Stephanie-Gavotte von Alfons Czibulka. Die Ballettkostüme dazu stammten von Jordi Roig.
Mit den Schauplätzen der Tanzeinlagen wurde dem 100. Todestag des Architekten des Hofpavillons, Otto Wagner, und den historischen Ereignissen von 1918 auf Schloss Eckartsau gedacht.

### Blumenschmuck
Der Blumenschmuck stammte zum vierten Mal von den Wiener Stadtgärten. 30.000 Blüten von Rosen, Amaryllis und Cymbidien waren für den Goldenen Saal vorgesehen. Mit Nelken und Lilien würdigte man Mutis Heimat Italien. Die Blumen waren dabei in dezentem Pastell gehalten, es dominierten die Farbschattierungen rosa, pastellorange und frischgrün.

### Publikum
Bundeskanzler Sebastian Kurz lud den Ministerpräsidenten der Niederlande, Mark Rutte zum Neujahrskonzert 2018 ein, Bundespräsident Alexander Van der Bellen lud die Staatsoberhäupter der österreichischen EU-Ratsvorsitz-Partner Estland und Bulgarien ein. Van der Bellen und seine Frau, Doris Schmidauer, begrüßten die estnische Präsidentin, Kersti Kaljulaid, und ihren Ehemann, Georgi-Rene Maksimovski, sowie den bulgarischen Präsidenten, Rumen Radew, und dessen Ehefrau, Desislawa Radewa, im Musikverein. Österreich bildet seit 1. Juli 2017 mit Estland und Bulgarien ein Trio im Vorsitz im Rat der Europäischen Union mit gemeinsamen Programm, um für mehr Kontinuität in der EU-Politik zu sorgen. Mit 1. Jänner beginnt die Bulgarische EU-Ratspräsidentschaft 2018, mit 1. Juli die Österreichische EU-Ratspräsidentschaft 2018. Weitere Gäste im Publikum waren unter anderem Dominique Meyer, Wolfgang Sobotka, Heinz Fischer, Margit Fischer und Helga Rabl-Stadler.

## Programm
Das Programm wurde am 14. November 2017 bekanntgegeben. Sieben Stücke wurden erstmals bei einem Neujahrskonzert der Wiener Philharmoniker aufgeführt: Wiener Fresken, Brautschau, Marienwalzer, Wilhelm Tell-Galopp, Ouvertüre zur Operette Boccaccio, Myrthenblüten, Stephanie-Gavotte.

### 1. Teil
- Johann Strauss (Sohn): Einzugsmarsch aus der Operette Der Zigeunerbaron
- Josef Strauss: Wiener Fresken, Walzer, op. 249
- Johann Strauss (Sohn): Brautschau, Polka française, op. 417
- Johann Strauss (Sohn): Leichtes Blut, Polka schnell, op. 319
- Johann Strauss (Vater): Marienwalzer, op. 212
- Johann Strauss (Vater): Wilhelm Tell-Galopp, Polka schnell, op. 29b

### 2. Teil
- Franz von Suppè: Ouvertüre zur Operette Boccaccio
- Johann Strauss (Sohn): Myrthenblüten, Walzer, op. 395
- Alfons Czibulka: Stephanie-Gavotte, op. 312
- Johann Strauss (Sohn): Freikugeln, Polka schnell, op. 326
- Johann Strauss (Sohn): Geschichten aus dem Wienerwald, Walzer, op. 325; Solistin: Barbara Laister-Ebner, Zither[12]
- Johann Strauss (Sohn): Fest-Marsch, op. 452
- Johann Strauss (Sohn): Stadt und Land, Polka mazur, op. 322
- Johann Strauss (Sohn): Un ballo in maschera, Quadrille, op. 272
- Johann Strauss (Sohn): Rosen aus dem Süden, Walzer, op. 388
- Josef Strauss: Eingesendet, Polka schnell, op. 240

### Zugaben
- Johann Strauss (Sohn): Unter Donner und Blitz, Polka schnell, op. 324
- Johann Strauss (Sohn): An der schönen blauen Donau, Walzer, op. 314
- Johann Strauss (Vater): Radetzky-Marsch, op. 228

## Besetzung (Auswahl)
- Riccardo Muti, Dirigent
- Barbara Laister-Ebner, Zither[12]
- Daniel Froschauer, Violine, Vorstand der Wiener Philharmoniker seit September 2017
- Daniel Ottensamer, Klarinette
- Charlotte Balzereit, Harfe

## Pausenfilm

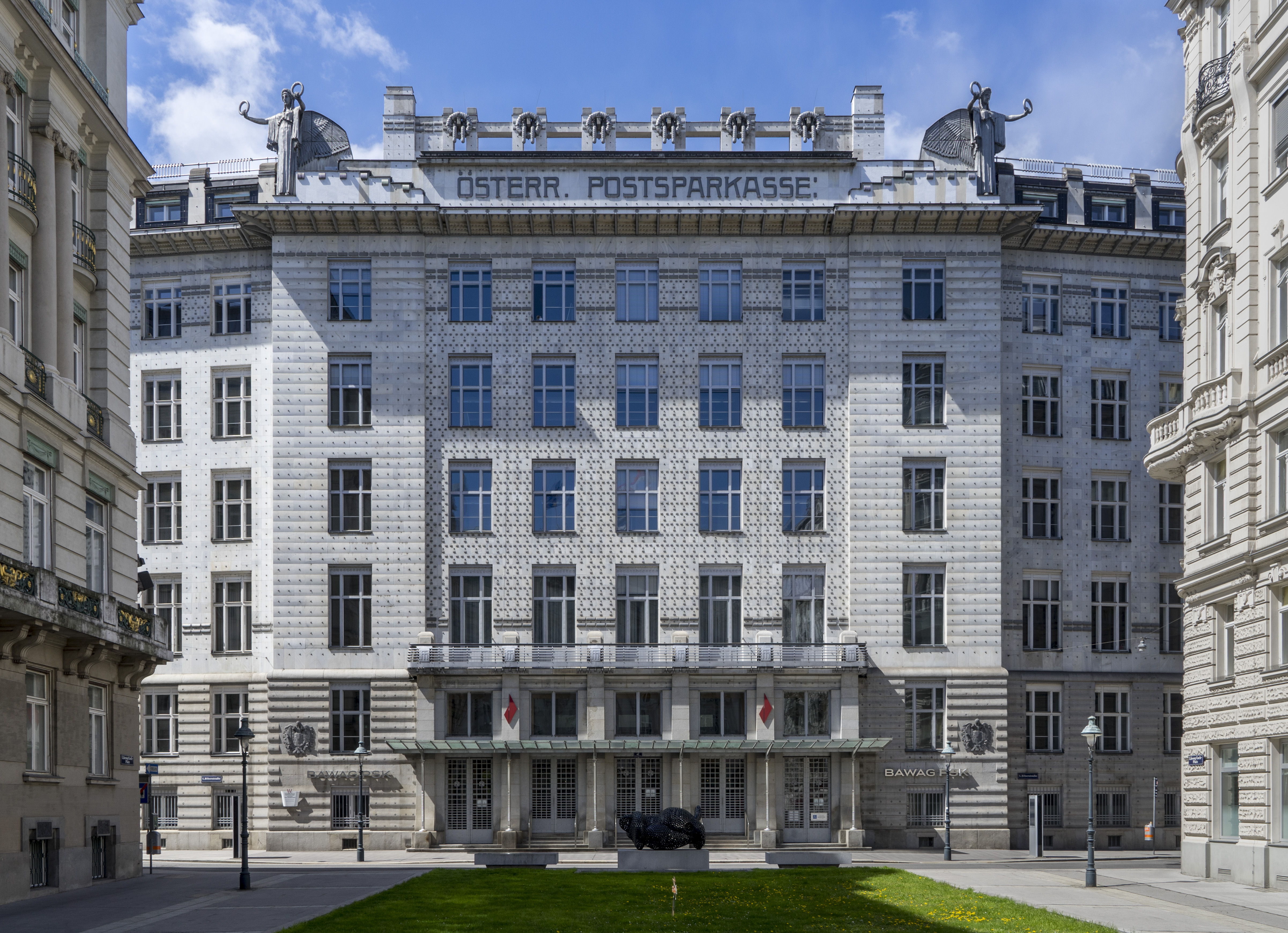
Hauptfront der Wiener Postsparkasse von Architekt Otto Wagner

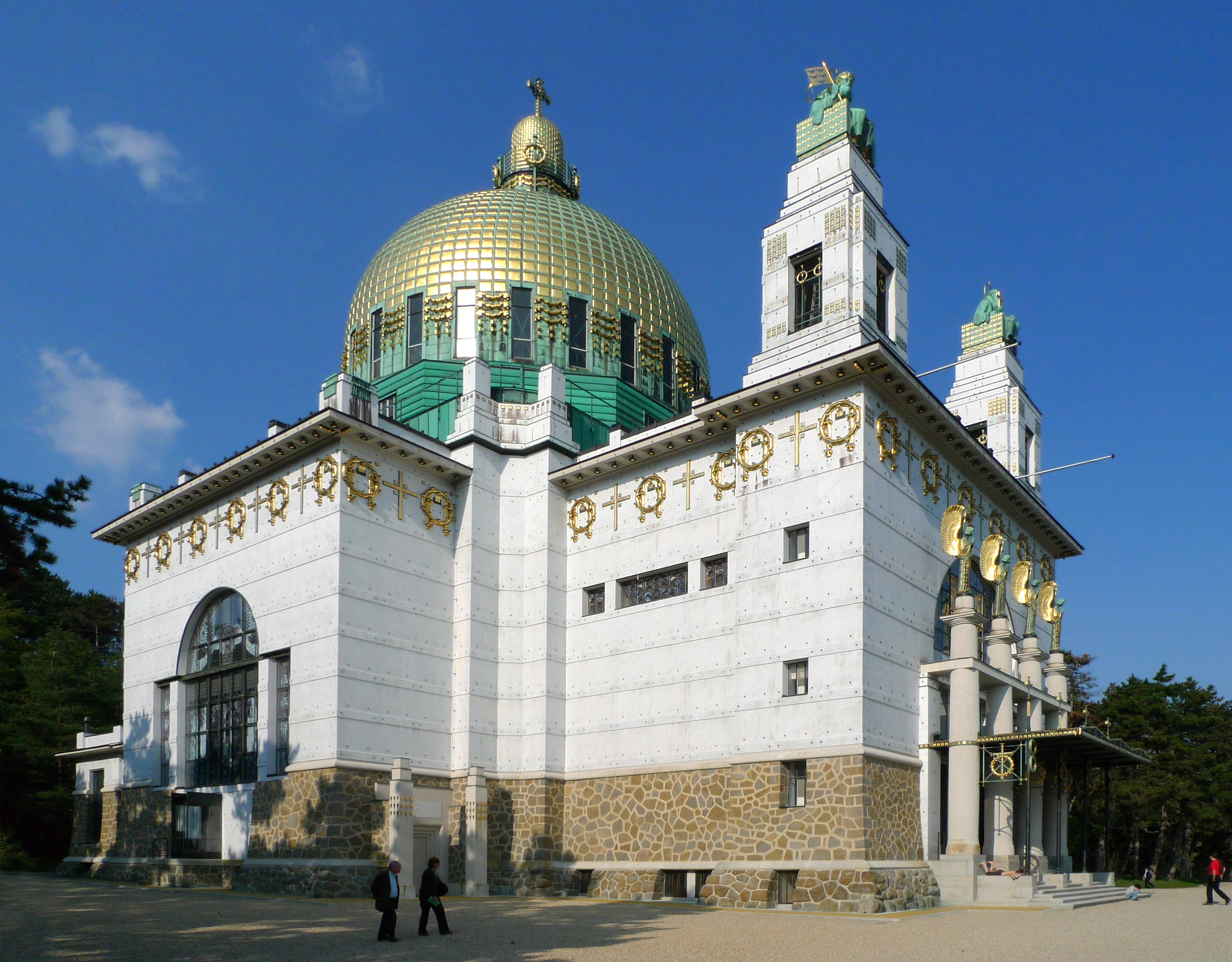
Kirche am Steinhof

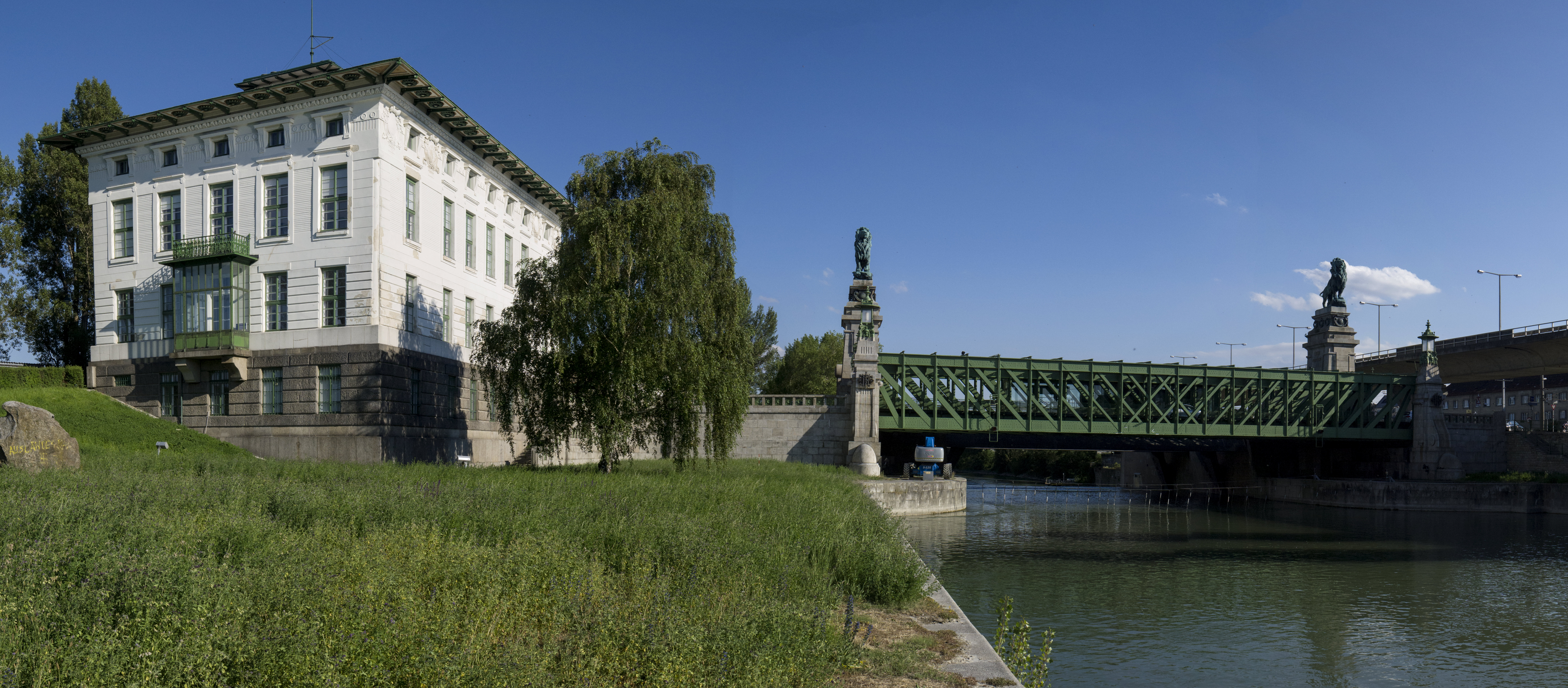
Nussdorfer Wehr, Verwaltungsgebäude und Schemerlbrücke

Der Pausenfilm zum Neujahrskonzert 2018 mit dem Titel Wiener Moderne 1918 · 2018 wurde von Georg Riha gestaltet und produziert und erinnerte an die Wiener Moderne und deren wichtigste Vertreter Otto Wagner, Gustav Klimt, Egon Schiele und Koloman Moser, die alle im Jahr 1918 gestorben sind. Der Malerin Broncia Koller-Pinell kam als deren Muse und Weggefährtin dabei eine kleine, verbindende Rolle zu. In dem rund 26-minütigen Film musizierten Ensembles der Wiener Philharmoniker an verschiedenen historischen Wiener Schauplätzen, Drehorte waren unter anderem die Wiener Postsparkasse, die U-Bahn-Pavillons, die Kirche am Steinhof, die ehemalige Länderbankzentrale, die Österreichische Galerie Belvedere, das Schützenhaus, das Nussdorfer Wehr und das MuseumsQuartier. Das Studentenpaar wurde von den Schauspielern Annalena Kubinger und Philipp Quell dargestellt, die Gesamtleitung hatte Martin Traxl. Der Film entstand als Koproduktion von ORF und den Wiener Philharmonikern, produziert wurde dieser von Riha Film in Partnerschaft mit WienTourismus und der Wirtschaftskammer Wien.

### Musik
- Alexander Nikolajewitsch Tscherepnin: Trio für 3 Flöten, op. 59
  - Günter Federsel, Karin Bonelli, Wolfgang Breinschmid (Flöte)
- Harald Genzmer: Trio für Flöte, Viola und Harfe
  - Aurora Trio Wien
    - Gerhard Marschner (Viola)
    - Charlotte Balzereit (Harfe)
    - Karl-Heinz Schütz (Flöte)
- Joseph Mayseder: Variationen über die Romanze "La Sentinelle", op. 18, C-Dur
  - Ensemble Violissymo, Arrangement und Bearbeitung: Raimund Lissy
    - Raimund Lissy, Adela Frasineanu, Benjamin Morrison (Violine)
    - Helmut Zehetner (Viola)
    - David Pennetzdorfer (Violoncello)
- Nikolai Nikolajewitsch Tscherepnin: 6 Stücke für Hornquartett, op. 35
  - Ronald Janezic, Wolfgang Lintner, Wolfgang Vladar, Lars Michael Stransky (Wiener Horn)
- Christian Bakanič: Valse Rouge
  - Plattform K+K Vienna
    - Kirill Kobantschenko (Violine)
    - Michael Strasser (Viola)
    - Florian Eggner (Cello)
    - Bartosz Sikorski (Kontrabass)
    - Christian Bakanič (Akkordeon)
- Joseph Mayseder: Variationen über ein eigenes Thema, op. 45, E-Dur
  - Patricia Hood-Koll, Raimund Lissy, Benjamin Morrison (Violine)
  - Robert Bauerstatter (Viola)
  - Susanne Lehner (Violoncello)
- Johann Strauss (Sohn): Perpetuum Mobile, op. 257
  - Christian Bakanič (Akkordeon)
  - Benjamin Morrison (Violine)
  - Karin Bonelli (Flöte)

## Übertragung
Für die 60. ORF-Übertragung zeichnete zum ersten Mal Henning Kasten verantwortlich, zum Einsatz kamen vierzehn HD-Kameras. Die Moderation für den ORF übernahm wie in den Vorjahren Barbara Rett. Das Konzert wurde in 95 Ländern der Welt ausgestrahlt. Für die US-TV-Senderkette PBS moderierte zum ersten Mal Hugh Bonneville die Übertragung, nachdem zuvor Julie Andrews acht Mal die Veranstaltung präsentierte.
In Österreich sahen durchschnittlich 877.000 Musikinteressierte beim ersten Teil zu, was einem Marktanteil von 49 Prozent entsprach. Den zweiten Teil verfolgten im Schnitt 1,14 Millionen Zuseher, der Marktanteil lag ebenfalls bei 49 Prozent. Der Pausenfilm erreichte durchschnittlich eine Million Zuseher.

## Aufnahmen
Die Audio-Doppel-CD dieses Konzertes wurde am 5. Jänner 2018 veröffentlicht und zählte in Österreich zu den meistverkauften Alben des Jahres 2018. DVD und Blu Ray-Disc erschienen am 26. Jänner 2018.